# Città del Missouri
Questa lista delle città del Missouri, Stati Uniti d'America, comprende le 1,032 località suddivise in 637 city, 110 town e 212 villaggi.
I dati sono dell'USCB riferiti al censimento del 2010.
| Località                | Status  | Cens. 2010 |
| ----------------------- | ------- | ---------- |
| Adrian                  | city    | 1677       |
| Advance                 | city    | 1347       |
| Agency                  | village | 684        |
| Airport Drive           | village | 698        |
| Alba                    | city    | 555        |
| Albany                  | city    | 1730       |
| Aldrich                 | village | 80         |
| Alexandria              | city    | 159        |
| Allendale               | village | 53         |
| Allenville              | village | 116        |
| Alma                    | city    | 402        |
| Altamont                | village | 204        |
| Altenburg               | city    | 352        |
| Alton                   | city    | 871        |
| Amazonia                | village | 312        |
| Amity                   | town    | 54         |
| Amoret                  | city    | 190        |
| Amsterdam               | city    | 242        |
| Anderson                | city    | 1961       |
| Annada                  | village | 29         |
| Annapolis               | city    | 345        |
| Anniston                | town    | 232        |
| Appleton City           | city    | 1127       |
| Arbela                  | town    | 41         |
| Arbyrd                  | city    | 509        |
| Arcadia                 | city    | 608        |
| Archie                  | city    | 1170       |
| Arcola                  | village | 55         |
| Argyle                  | town    | 162        |
| Arkoe                   | town    | 68         |
| Armstrong               | city    | 284        |
| Arnold                  | city    | 20808      |
| Arrow Point             | village | 86         |
| Arrow Rock              | town    | 56         |
| Asbury                  | city    | 207        |
| Ashburn                 | town    | 52         |
| Ash Grove               | city    | 1472       |
| Ashland                 | city    | 3707       |
| Atlanta                 | city    | 385        |
| Augusta                 | town    | 253        |
| Aullville               | village | 100        |
| Aurora                  | city    | 7508       |
| Auxvasse                | city    | 983        |
| Ava                     | city    | 2993       |
| Avillage                | town    | 125        |
| Avondale                | city    | 440        |
| Bagnell                 | town    | 93         |
| Baker                   | village | 3          |
| Bakersfield             | village | 246        |
| Baldwin Park            | village | 92         |
| Ballwin                 | city    | 30404      |
| Baring                  | city    | 132        |
| Barnard                 | city    | 221        |
| Barnett                 | city    | 203        |
| Bates City              | city    | 219        |
| Battlefield             | city    | 5590       |
| Bella Villa             | city    | 729        |
| Bell City               | city    | 448        |
| Belle                   | city    | 1545       |
| Bellefontaine Neighbors | city    | 10860      |
| Bellerive               | village | 188        |
| Bellflower              | city    | 393        |
| Bel-Nor                 | village | 1499       |
| Bel-Ridge               | village | 2737       |
| Belton                  | city    | 23116      |
| Benton                  | city    | 863        |
| Benton City             | village | 104        |
| Berger                  | city    | 221        |
| Berkeley                | city    | 8978       |
| Bernie                  | city    | 1958       |
| Bertrand                | city    | 821        |
| Bethany                 | city    | 3292       |
| Bethel                  | village | 122        |
| Beverly Hills           | city    | 574        |
| Bevier                  | city    | 718        |
| Bigelow                 | village | 27         |
| Big Lake                | village | 159        |
| Billings                | city    | 1035       |
| Birch Tree              | city    | 679        |
| Birmingham              | village | 183        |
| Bismarck                | city    | 1546       |
| Blackburn               | city    | 249        |
| Black Jack              | city    | 6929       |
| Blackwater              | city    | 162        |
| Blairstown              | city    | 97         |
| Bland                   | city    | 539        |
| Blodgett                | village | 213        |
| Bloomfield              | city    | 1933       |
| Bloomsdale              | city    | 521        |
| Blue Eye                | town    | 167        |
| Blue Springs            | city    | 52575      |
| Blythedale              | village | 193        |
| Bogard                  | city    | 164        |
| Bolckow                 | city    | 187        |
| Bolivar                 | city    | 10325      |
| Bonne Terre             | city    | 6864       |
| Boonville               | city    | 8319       |
| Bosworth                | city    | 305        |
| Bourbon                 | city    | 1632       |
| Bowling Green           | city    | 5334       |
| Bragg City              | town    | 149        |
| Brandsville             | city    | 161        |
| Branson                 | city    | 10520      |
| Branson West            | city    | 478        |
| Brashear                | city    | 273        |
| Braymer                 | city    | 878        |
| Breckenridge            | city    | 383        |
| Breckenridge Hills      | city    | 4746       |
| Brentwood               | city    | 8055       |
| Bridgeton               | city    | 11550      |
| Brimson                 | village | 63         |
| Bronaugh                | city    | 249        |
| Brookfield              | city    | 4542       |
| Brooklyn Heights        | town    | 100        |
| Browning                | city    | 265        |
| Brownington             | town    | 107        |
| Brumley                 | town    | 91         |
| Brunswick               | city    | 858        |
| Bucklin                 | city    | 467        |
| Buckner                 | city    | 3076       |
| Buffalo                 | city    | 3084       |
| Bull Creek              | village | 603        |
| Bunceton                | city    | 354        |
| Bunker                  | city    | 407        |
| Burgess                 | town    | 57         |
| Burlington Junction     | city    | 537        |
| Butler                  | city    | 4219       |
| Butterfield             | village | 470        |
| Byrnes Mill             | city    | 2781       |
| Cabool                  | city    | 2146       |
| Cainsville              | city    | 290        |
| Cairo                   | village | 292        |
| Caledonia               | village | 130        |
| Calhoun                 | city    | 469        |
| California              | city    | 4278       |
| Callao                  | city    | 292        |
| Calverton Park          | village | 1293       |
| Camden                  | city    | 191        |
| Camden Point            | city    | 474        |
| Camdenton               | city    | 3718       |
| Cameron                 | city    | 9933       |
| Campbell                | city    | 1992       |
| Canalou                 | city    | 338        |
| Canton                  | city    | 2377       |
| Cape Girardeau          | city    | 37941      |
| Cardwell                | city    | 713        |
| Carl Junction           | city    | 7445       |
| Carrollton              | city    | 3784       |
| Carterville             | city    | 1891       |
| Carthage                | city    | 14378      |
| Caruthersville          | city    | 6168       |
| Carytown                | city    | 271        |
| Cassville               | city    | 3266       |
| Catron                  | town    | 67         |
| Cave                    | town    | 5          |
| Cedar Hill Lakes        | village | 237        |
| Center                  | city    | 508        |
| Centertown              | town    | 278        |
| Centerview              | city    | 267        |
| Centerville             | city    | 191        |
| Centralia               | city    | 4027       |
| Chaffee                 | city    | 2955       |
| Chain of Rocks          | village | 93         |
| Chain-O-Lakes           | village | 126        |
| Chamois                 | city    | 396        |
| Champ                   | village | 13         |
| Charlack                | city    | 1363       |
| Charleston              | city    | 5947       |
| Chesterfield            | city    | 47484      |
| Chilhowee               | town    | 325        |
| Chillicothe             | city    | 9515       |
| Chula                   | city    | 210        |
| Clarence                | city    | 813        |
| Clark                   | city    | 298        |
| Clarksburg              | city    | 334        |
| Clarksdale              | city    | 271        |
| Clarkson Valley         | city    | 2632       |
| Clarksville             | city    | 442        |
| Clarkton                | city    | 1288       |
| Claycomo                | village | 1430       |
| Clayton                 | city    | 15939      |
| Clearmont               | city    | 170        |
| Cleveland               | city    | 661        |
| Clever                  | city    | 2139       |
| Cliff Village           | village | 40         |
| Clifton Hill            | city    | 114        |
| Climax Springs          | village | 124        |
| Clinton                 | city    | 9008       |
| Clyde                   | village | 82         |
| Cobalt                  | village | 226        |
| Coffey                  | city    | 166        |
| Cole Camp               | city    | 1121       |
| Collins                 | village | 159        |
| Columbia                | city    | 108500     |
| Commerce                | village | 67         |
| Conception Junction     | town    | 198        |
| Concordia               | city    | 2450       |
| Coney Island            | village | 75         |
| Conway                  | city    | 788        |
| Cool Valley             | city    | 1196       |
| Cooter                  | city    | 469        |
| Corder                  | city    | 404        |
| Corning                 | town    | 15         |
| Cosby                   | village | 124        |
| Cottleville             | city    | 3075       |
| Country Club            | village | 2449       |
| Country Club Hills      | city    | 1274       |
| Country Life Acres      | village | 74         |
| Cowgill                 | city    | 188        |
| Craig                   | city    | 248        |
| Crane                   | city    | 1462       |
| Creighton               | city    | 349        |
| Crestwood               | city    | 11912      |
| Creve Coeur             | city    | 17833      |
| Crocker                 | city    | 1110       |
| Cross Timbers           | city    | 216        |
| Crystal City            | city    | 4855       |
| Crystal Lake Park       | city    | 470        |
| Crystal Lakes           | city    | 358        |
| Cuba                    | city    | 3356       |
| Curryville              | city    | 225        |
| Dadeville               | village | 234        |
| Dalton                  | town    | 17         |
| Dardenne Prairie        | city    | 11494      |
| Darlington              | village | 121        |
| Dearborn                | city    | 496        |
| Deepwater               | city    | 433        |
| Deerfield               | village | 81         |
| De Kalb                 | town    | 220        |
| Dellwood                | city    | 5025       |
| Delta                   | city    | 438        |
| Dennis Acres            | village | 76         |
| Denver                  | village | 39         |
| Des Arc                 | village | 177        |
| Desloge                 | city    | 5054       |
| De Soto                 | city    | 6400       |
| Des Peres               | city    | 8373       |
| De Witt                 | city    | 124        |
| Dexter                  | city    | 7864       |
| Diamond                 | town    | 902        |
| Diehlstadt              | village | 161        |
| Diggins                 | village | 299        |
| Dixon                   | city    | 1549       |
| Doniphan                | city    | 1997       |
| Doolittle               | city    | 630        |
| Dover                   | town    | 103        |
| Downing                 | city    | 335        |
| Drexel                  | city    | 965        |
| Dudley                  | city    | 232        |
| Duenweg                 | city    | 1121       |
| Duquesne                | village | 1763       |
| Dutchtown               | village | 94         |
| Eagleville              | town    | 316        |
| East Lynne              | city    | 303        |
| Easton                  | city    | 234        |
| East Prairie            | city    | 3176       |
| Edgar Springs           | city    | 208        |
| Edgerton                | city    | 546        |
| Edina                   | city    | 1176       |
| Edmundson               | city    | 834        |
| Eldon                   | city    | 4567       |
| El Dorado Springs       | city    | 3593       |
| Ellington               | city    | 987        |
| Ellisville              | city    | 9133       |
| Ellsinore               | city    | 446        |
| Elmer                   | city    | 80         |
| Elmira                  | village | 50         |
| Elmo                    | city    | 168        |
| Elsberry                | city    | 1934       |
| Emerald Beach           | village | 228        |
| Eminence                | city    | 600        |
| Emma                    | city    | 233        |
| Eolia                   | village | 522        |
| Essex                   | city    | 472        |
| Ethel                   | town    | 62         |
| Eureka                  | city    | 10189      |
| Evergreen               | village | 28         |
| Everton                 | city    | 319        |
| Ewing                   | city    | 456        |
| Excelsior Estates       | village | 147        |
| Excelsior Springs       | city    | 11084      |
| Exeter                  | city    | 772        |
| Fairfax                 | city    | 638        |
| Fair Grove              | city    | 1393       |
| Fair Play               | city    | 475        |
| Fairview                | town    | 383        |
| Farber                  | city    | 322        |
| Farley                  | village | 269        |
| Farmington              | city    | 16240      |
| Fayette                 | city    | 2688       |
| Fenton                  | city    | 4022       |
| Ferguson                | city    | 21203      |
| Ferrelview              | village | 451        |
| Festus                  | city    | 11602      |
| Fidelity                | town    | 257        |
| Fillmore                | city    | 184        |
| Fisk                    | city    | 342        |
| Fleming                 | city    | 128        |
| Flemington              | village | 148        |
| Flint Hill              | city    | 525        |
| Flordell Hills          | city    | 822        |
| Florida                 | village | 0          |
| Florissant              | city    | 52158      |
| Foley                   | city    | 161        |
| Fordland                | city    | 800        |
| Forest City             | city    | 268        |
| Foristell               | city    | 505        |
| Forsyth                 | city    | 2255       |
| Fortescue               | town    | 32         |
| Foster                  | village | 117        |
| Fountain N' Lakes       | village | 165        |
| Frankford               | city    | 323        |
| Franklin                | city    | 95         |
| Fredericktown           | city    | 3985       |
| Freeburg                | village | 437        |
| Freeman                 | city    | 482        |
| Freistatt               | village | 163        |
| Fremont Hills           | city    | 826        |
| Frohna                  | city    | 254        |
| Frontenac               | city    | 3482       |
| Fulton                  | city    | 12790      |
| Gainesville             | city    | 773        |
| Galena                  | city    | 440        |
| Gallatin                | city    | 1786       |
| Galt                    | city    | 253        |
| Garden City             | city    | 1642       |
| Gasconade               | city    | 223        |
| Gentry                  | village | 72         |
| Gerald                  | city    | 1345       |
| Gerster                 | town    | 25         |
| Gibbs                   | village | 107        |
| Gideon                  | city    | 1093       |
| Gilliam                 | city    | 197        |
| Gilman City             | city    | 383        |
| Ginger Blue             | village | 61         |
| Gladstone               | city    | 25410      |
| Glasgow                 | city    | 1103       |
| Glenaire                | city    | 545        |
| Glen Allen              | town    | 85         |
| Glendale                | city    | 5925       |
| Glen Echo Park          | village | 160        |
| Glenwood                | village | 196        |
| Golden City             | city    | 765        |
| Goodman                 | town    | 1248       |
| Goodnight               | village | 18         |
| Gordonville             | village | 391        |
| Goss                    | town    | 0          |
| Gower                   | city    | 1526       |
| Graham                  | town    | 171        |
| Grain Valley            | city    | 12854      |
| Granby                  | city    | 2134       |
| Grand Falls Plaza       | town    | 114        |
| Grandin                 | city    | 243        |
| Grand Pass              | village | 66         |
| Grandview               | city    | 24475      |
| Granger                 | village | 34         |
| Grant City              | town    | 859        |
| Grantwood Village       | town    | 863        |
| Gravois Mills           | town    | 144        |
| Greencastle             | city    | 275        |
| Green City              | city    | 657        |
| Greendale               | city    | 651        |
| Greenfield              | city    | 1371       |
| Green Park              | city    | 2622       |
| Green Ridge             | city    | 476        |
| Greentop                | city    | 442        |
| Greenville              | city    | 511        |
| Greenwood               | city    | 5221       |
| Guilford                | town    | 85         |
| Gunn City               | village | 118        |
| Hale                    | city    | 419        |
| Halfway                 | village | 173        |
| Hallsville              | city    | 1491       |
| Halltown                | village | 173        |
| Hamilton                | city    | 1809       |
| Hanley Hills            | village | 2101       |
| Hannibal                | city    | 17916      |
| Hardin                  | city    | 569        |
| Harris                  | town    | 61         |
| Harrisburg              | town    | 266        |
| Harrisonville           | city    | 10019      |
| Hartsburg               | town    | 103        |
| Hartville               | city    | 613        |
| Harwood                 | village | 47         |
| Hawk Point              | city    | 669        |
| Hayti                   | city    | 2939       |
| Hayti Heights           | city    | 626        |
| Haywood City            | village | 206        |
| Hazelwood               | city    | 25703      |
| Henrietta               | city    | 369        |
| Herculaneum             | city    | 3468       |
| Hermann                 | city    | 2431       |
| Hermitage               | city    | 467        |
| Higbee                  | city    | 568        |
| Higginsville            | city    | 4797       |
| High Hill               | city    | 195        |
| Highlandville           | city    | 911        |
| Hillsboro               | city    | 2821       |
| Hillsdale               | village | 1478       |
| Hoberg                  | village | 56         |
| Holcomb                 | city    | 635        |
| Holden                  | city    | 2252       |
| Holland                 | town    | 229        |
| Holliday                | village | 137        |
| Hollister               | city    | 4426       |
| Holt                    | city    | 447        |
| Holts Summit            | city    | 3247       |
| Homestead               | village | 185        |
| Homestown               | city    | 151        |
| Hopkins                 | city    | 532        |
| Hornersville            | city    | 663        |
| Houston                 | city    | 2081       |
| Houstonia               | city    | 220        |
| Houston Lake            | city    | 235        |
| Howardville             | city    | 383        |
| Hughesville             | village | 183        |
| Humansville             | city    | 1048       |
| Hume                    | town    | 336        |
| Humphreys               | village | 118        |
| Hunnewell               | city    | 184        |
| Huntleigh               | city    | 334        |
| Huntsdale               | town    | 31         |
| Huntsville              | city    | 1564       |
| Hurdland                | city    | 163        |
| Hurley                  | city    | 178        |
| Iatan                   | village | 45         |
| Iberia                  | city    | 736        |
| Independence            | city    | 116830     |
| Indian Point            | village | 528        |
| Innsbrook               | village | 552        |
| Ionia                   | town    | 88         |
| Irena                   | village | 18         |
| Irondale                | city    | 445        |
| Iron Mountain Lake      | city    | 737        |
| Ironton                 | city    | 1460       |
| Jackson                 | city    | 13758      |
| Jacksonville            | village | 151        |
| Jameson                 | town    | 133        |
| Jamesport               | city    | 524        |
| Jamestown               | town    | 386        |
| Jasper                  | city    | 931        |
| Jefferson City          | city    | 43079      |
| Jennings                | city    | 14712      |
| Jerico Springs          | village | 228        |
| Jonesburg               | city    | 768        |
| Joplin                  | city    | 50150      |
| Josephville             | village | 376        |
| Junction City           | village | 327        |
| Kahoka                  | city    | 2078       |
| Kansas City             | city    | 459787     |
| Kearney                 | city    | 8381       |
| Kelso                   | village | 586        |
| Kennett                 | city    | 10932      |
| Keytesville             | city    | 471        |
| Kidder                  | city    | 323        |
| Kimberling City         | city    | 2400       |
| Kimmswick               | city    | 157        |
| King City               | city    | 1013       |
| Kingdom City            | village | 128        |
| Kingston                | city    | 348        |
| Kingsville              | city    | 269        |
| Kinloch                 | city    | 298        |
| Kirbyville              | village | 207        |
| Kirksville              | city    | 17505      |
| Kirkwood                | city    | 27540      |
| Knob Noster             | city    | 2709       |
| Knox City               | city    | 216        |
| Koshkonong              | town    | 212        |
| La Belle                | city    | 660        |
| Laclede                 | city    | 345        |
| Laddonia                | city    | 513        |
| La Due                  | village | 28         |
| Ladue                   | city    | 8521       |
| La Grange               | city    | 931        |
| Lake Annette            | city    | 100        |
| Lake Lafayette          | city    | 327        |
| Lake Lotawana           | city    | 1939       |
| Lake Mykee Town         | village | 350        |
| Lake Ozark              | city    | 1586       |
| Lake St. Louis          | city    | 14545      |
| Lakeshire               | city    | 1432       |
| Lakeside                | city    | 0          |
| Lake Tapawingo          | city    | 730        |
| Lake Tekakwitha         | village | 254        |
| Lake Waukomis           | city    | 870        |
| Lake Winnebago          | city    | 1131       |
| Lamar                   | city    | 4532       |
| Lamar Heights           | city    | 178        |
| Lambert                 | village | 34         |
| La Monte                | city    | 1140       |
| Lanagan                 | town    | 419        |
| Lancaster               | city    | 728        |
| La Plata                | city    | 1366       |
| Laredo                  | city    | 198        |
| La Russell              | city    | 114        |
| Lathrop                 | city    | 2086       |
| Laurie                  | city    | 945        |
| Lawson                  | city    | 2473       |
| Leadington              | city    | 422        |
| Leadwood                | city    | 1282       |
| Leasburg                | village | 338        |
| Leawood                 | village | 682        |
| Lebanon                 | city    | 14474      |
| Lee's Summit            | city    | 91364      |
| Leeton                  | city    | 566        |
| Leonard                 | village | 61         |
| Leslie                  | village | 171        |
| Levasy                  | city    | 83         |
| Lewis and Clark Village | town    | 132        |
| Lewistown               | town    | 534        |
| Lexington               | city    | 4726       |
| Liberal                 | city    | 759        |
| Liberty                 | city    | 29149      |
| Licking                 | city    | 3124       |
| Lilbourn                | city    | 1190       |
| Lincoln                 | city    | 1190       |
| Linn                    | city    | 1459       |
| Linn Creek              | city    | 244        |
| Linneus                 | city    | 278        |
| Lithium                 | village | 89         |
| Livonia                 | village | 74         |
| Loch Lloyd              | village | 600        |
| Lock Springs            | village | 57         |
| Lockwood                | city    | 936        |
| Lohman                  | city    | 163        |
| Loma Linda              | town    | 725        |
| Lone Jack               | city    | 1050       |
| Longtown                | town    | 102        |
| Louisburg               | village | 122        |
| Louisiana               | city    | 3364       |
| Lowry City              | city    | 640        |
| Lucerne                 | village | 85         |
| Ludlow                  | town    | 137        |
| Lupus                   | town    | 33         |
| Luray                   | village | 99         |
| McBaine                 | town    | 10         |
| McCord Bend             | village | 297        |
| McFall                  | city    | 93         |
| Mackenzie               | village | 134        |
| McKittrick              | town    | 61         |
| Macks Creek             | city    | 244        |
| Macon                   | city    | 5471       |
| Madison                 | city    | 554        |
| Maitland                | city    | 343        |
| Malden                  | city    | 4275       |
| Malta Bend              | town    | 250        |
| Manchester              | city    | 18094      |
| Mansfield               | city    | 1296       |
| Maplewood               | city    | 8046       |
| Marble Hill             | city    | 1477       |
| Marceline               | city    | 2233       |
| Marionville             | city    | 2225       |
| Marlborough             | village | 2179       |
| Marquand                | city    | 203        |
| Marshall                | city    | 13065      |
| Marshfield              | city    | 6633       |
| Marston                 | city    | 503        |
| Marthasville            | city    | 1136       |
| Martinsburg             | town    | 304        |
| Maryland Heights        | city    | 27472      |
| Maryville               | city    | 11972      |
| Matthews                | city    | 628        |
| Maysville               | city    | 1114       |
| Mayview                 | city    | 212        |
| Meadville               | city    | 462        |
| Memphis                 | city    | 1822       |
| Mendon                  | city    | 171        |
| Mercer                  | town    | 318        |
| Merriam Woods           | village | 1761       |
| Merwin                  | village | 58         |
| Meta                    | city    | 229        |
| Metz                    | town    | 49         |
| Mexico                  | city    | 11543      |
| Miami                   | city    | 175        |
| Middletown              | town    | 167        |
| Milan                   | city    | 1960       |
| Milford                 | village | 26         |
| Millard                 | village | 89         |
| Miller                  | city    | 699        |
| Mill Spring             | village | 189        |
| Milo                    | village | 90         |
| Mindenmines             | city    | 365        |
| Miner                   | city    | 984        |
| Mineral Point           | town    | 351        |
| Miramiguoa Park         | village | 120        |
| Missouri City           | city    | 267        |
| Moberly                 | city    | 13974      |
| Mokane                  | city    | 185        |
| Moline Acres            | city    | 2442       |
| Monett                  | city    | 8873       |
| Monroe City             | city    | 2531       |
| Montgomery City         | city    | 2834       |
| Monticello              | village | 98         |
| Montrose                | city    | 384        |
| Mooresville             | village | 91         |
| Morehouse               | city    | 973        |
| Morley                  | city    | 697        |
| Morrison                | city    | 139        |
| Morrisville             | town    | 388        |
| Mosby                   | city    | 190        |
| Moscow Mills            | city    | 2509       |
| Mound City              | city    | 1159       |
| Moundville              | town    | 124        |
| Mountain Grove          | city    | 4789       |
| Mountain View           | city    | 2719       |
| Mount Leonard           | town    | 87         |
| Mount Moriah            | town    | 87         |
| Mount Vernon            | city    | 4575       |
| Napoleon                | city    | 222        |
| Naylor                  | city    | 632        |
| Neck City               | city    | 186        |
| Neelyville              | city    | 483        |
| Nelson                  | city    | 192        |
| Neosho                  | city    | 11835      |
| Nevada                  | city    | 8386       |
| Newark                  | village | 94         |
| New Bloomfield          | city    | 669        |
| Newburg                 | city    | 470        |
| New Cambria             | city    | 195        |
| New Florence            | city    | 769        |
| New Franklin            | city    | 1089       |
| New Hampton             | city    | 291        |
| New Haven               | city    | 2089       |
| New London              | city    | 974        |
| New Madrid              | city    | 3116       |
| New Melle               | city    | 475        |
| Newtonia                | town    | 199        |
| Newtown                 | town    | 183        |
| Niangua                 | city    | 405        |
| Nixa                    | city    | 19022      |
| Noel                    | city    | 1832       |
| Norborne                | city    | 708        |
| Normandy                | city    | 5008       |
| North Kansas City       | city    | 4208       |
| North Lilbourn          | village | 49         |
| Northmoor               | city    | 325        |
| Northwoods              | city    | 4227       |
| Norwood                 | city    | 665        |
| Norwood Court           | town    | 959        |
| Novelty                 | village | 139        |
| Novinger                | city    | 456        |
| Oak Grove               | city    | 7795       |
| Oak Grove Village       | village | 509        |
| Oakland                 | city    | 1381       |
| Oak Ridge               | town    | 243        |
| Oaks                    | village | 129        |
| Oakview                 | village | 375        |
| Oakwood                 | village | 185        |
| Oakwood Park            | village | 188        |
| Odessa                  | city    | 5300       |
| O'Fallon                | city    | 79329      |
| Old Appleton            | town    | 85         |
| Old Monroe              | city    | 265        |
| Olean                   | town    | 128        |
| Olivette                | city    | 7737       |
| Olympian Village        | city    | 774        |
| Oran                    | city    | 1294       |
| Oregon                  | city    | 857        |
| Oronogo                 | city    | 2381       |
| Orrick                  | city    | 837        |
| Osage Beach             | city    | 4351       |
| Osborn                  | city    | 423        |
| Osceola                 | city    | 947        |
| Osgood                  | village | 48         |
| Otterville              | city    | 454        |
| Overland                | city    | 16062      |
| Owensville              | city    | 2676       |
| Ozark                   | city    | 17820      |
| Pacific                 | city    | 7002       |
| Pagedale                | city    | 3304       |
| Palmyra                 | city    | 3595       |
| Paris                   | city    | 1220       |
| Parkdale                | village | 170        |
| Park Hills              | city    | 8759       |
| Parkville               | city    | 5554       |
| Parkway                 | village | 439        |
| Parma                   | city    | 713        |
| Parnell                 | city    | 191        |
| Pasadena Hills          | city    | 930        |
| Pasadena Park           | village | 470        |
| Pascola                 | village | 108        |
| Passaic                 | town    | 34         |
| Pattonsburg             | city    | 348        |
| Paynesville             | village | 77         |
| Peaceful Village        | village | 9          |
| Peculiar                | city    | 4608       |
| Pendleton               | village | 43         |
| Penermon                | village | 64         |
| Perry                   | city    | 693        |
| Perryville              | city    | 8225       |
| Pevely                  | city    | 5484       |
| Phillipsburg            | village | 202        |
| Pickering               | town    | 160        |
| Piedmont                | city    | 1977       |
| Pierce City             | city    | 1292       |
| Pierpont                | village | 76         |
| Pilot Grove             | city    | 768        |
| Pilot Knob              | city    | 746        |
| Pine Lawn               | city    | 3275       |
| Pineville               | city    | 791        |
| Pinhook                 | village | 30         |
| Plato                   | village | 109        |
| Platte City             | city    | 4691       |
| Platte Woods            | city    | 385        |
| Plattsburg              | city    | 2319       |
| Pleasant Hill           | city    | 8113       |
| Pleasant Hope           | city    | 614        |
| Pleasant Valley         | city    | 2961       |
| Pocahontas              | town    | 114        |
| Pollock                 | village | 89         |
| Polo                    | city    | 575        |
| Poplar Bluff            | city    | 17023      |
| Portage Des Sioux       | city    | 328        |
| Portageville            | city    | 3228       |
| Potosi                  | city    | 2660       |
| Powersville             | village | 60         |
| Prairie Home            | city    | 280        |
| Prathersville           | village | 124        |
| Preston                 | village | 223        |
| Princeton               | city    | 1166       |
| Purcell                 | city    | 408        |
| Purdin                  | city    | 190        |
| Purdy                   | city    | 1098       |
| Puxico                  | city    | 881        |
| Queen City              | city    | 598        |
| Quitman                 | town    | 45         |
| Qulin                   | city    | 458        |
| Randolph                | village | 52         |
| Ravenwood               | town    | 440        |
| Raymondville            | town    | 363        |
| Raymore                 | city    | 19206      |
| Raytown                 | city    | 29526      |
| Rayville                | village | 223        |
| Rea                     | city    | 50         |
| Redings Mill            | village | 151        |
| Reeds                   | town    | 95         |
| Reeds Spring            | city    | 913        |
| Renick                  | village | 172        |
| Rensselaer              | village | 228        |
| Republic                | city    | 14751      |
| Revere                  | town    | 79         |
| Rhineland               | town    | 142        |
| Richards                | town    | 96         |
| Rich Hill               | city    | 1396       |
| Richland                | city    | 1863       |
| Richmond                | city    | 5797       |
| Richmond Heights        | city    | 8603       |
| Ridgely                 | village | 104        |
| Ridgeway                | city    | 464        |
| Risco                   | city    | 346        |
| Ritchey                 | town    | 82         |
| River Bend              | village | 10         |
| Riverside               | city    | 2937       |
| Riverview               | village | 2856       |
| Riverview Estates       | village | 82         |
| Rives                   | town    | 63         |
| Rocheport               | city    | 239        |
| Rockaway Beach          | city    | 841        |
| Rock Hill               | city    | 4635       |
| Rock Port               | city    | 1318       |
| Rockville               | city    | 166        |
| Rogersville             | city    | 3073       |
| Rolla                   | city    | 19559      |
| Roscoe                  | village | 124        |
| Rosebud                 | city    | 409        |
| Rosendale               | city    | 143        |
| Rothville               | village | 99         |
| Rush Hill               | village | 151        |
| Rushville               | town    | 303        |
| Russellville            | city    | 807        |
| Rutledge                | town    | 109        |
| Saddlebrooke            | village | 202        |
| Saginaw                 | village | 297        |
| St. Ann                 | city    | 13020      |
| Saint Charles           | city    | 65794      |
| St. Clair               | city    | 4724       |
| St. Cloud               | village | 41         |
| Sainte-Geneviève        | city    | 4410       |
| St. Elizabeth           | village | 336        |
| St. George              | city    | 1337       |
| St. James               | city    | 4216       |
| St. John                | city    | 6517       |
| Saint Joseph            | city    | 76780      |
| Saint Louis             | city    | 319294     |
| St. Martins             | city    | 1140       |
| St. Mary                | city    | 360        |
| St. Paul                | city    | 1829       |
| St. Peters              | city    | 52575      |
| St. Robert              | city    | 4340       |
| St. Thomas              | town    | 263        |
| Salem                   | city    | 4950       |
| Salisbury               | city    | 1618       |
| Sarcoxie                | city    | 1330       |
| Savannah                | city    | 5057       |
| Schell City             | city    | 249        |
| Scotsdale               | town    | 222        |
| Scott City              | city    | 4565       |
| Sedalia                 | city    | 21387      |
| Sedgewickville          | village | 173        |
| Seligman                | city    | 851        |
| Senath                  | city    | 1767       |
| Seneca                  | city    | 2336       |
| Seymour                 | city    | 1921       |
| Shelbina                | city    | 1704       |
| Shelbyville             | city    | 552        |
| Sheldon                 | city    | 543        |
| Sheridan                | town    | 195        |
| Shoal Creek Drive       | village | 337        |
| Shoal Creek Estates     | village | 96         |
| Shrewsbury              | city    | 6254       |
| Sibley                  | village | 357        |
| Sikeston                | city    | 16318      |
| Silex                   | village | 187        |
| Silver Creek            | village | 623        |
| Skidmore                | city    | 284        |
| Slater                  | city    | 1856       |
| Smithton                | city    | 570        |
| Smithville              | city    | 8425       |
| South Gifford           | village | 50         |
| South Gorin             | town    | 91         |
| South Greenfield        | village | 90         |
| South Lineville         | town    | 28         |
| Southwest City          | town    | 970        |
| Sparta                  | city    | 1756       |
| Spickard                | city    | 254        |
| Springfield             | city    | 159498     |
| Stanberry               | city    | 1185       |
| Stark City              | town    | 139        |
| Steele                  | city    | 2172       |
| Steelville              | city    | 1642       |
| Stella                  | town    | 158        |
| Stewartsville           | city    | 750        |
| Stockton                | city    | 1819       |
| Stotesbury              | town    | 18         |
| Stotts City             | city    | 220        |
| Stoutland               | city    | 192        |
| Stoutsville             | village | 36         |
| Stover                  | city    | 1094       |
| Strafford               | city    | 2358       |
| Strasburg               | city    | 141        |
| Sturgeon                | city    | 872        |
| Sugar Creek             | city    | 3345       |
| Sullivan                | city    | 7081       |
| Summersville            | city    | 502        |
| Sumner                  | town    | 102        |
| Sunrise Beach           | village | 431        |
| Sunset Hills            | city    | 8496       |
| Sweet Springs           | city    | 1484       |
| Sycamore Hills          | village | 668        |
| Syracuse                | city    | 172        |
| Tallapoosa              | city    | 168        |
| Taneyville              | village | 396        |
| Taos                    | city    | 878        |
| Tarkio                  | city    | 1583       |
| Tarrants                | village | 22         |
| Thayer                  | city    | 2243       |
| Theodosia               | village | 243        |
| Three Creeks            | village | 6          |
| Tightwad                | village | 69         |
| Tina                    | village | 157        |
| Tindall                 | town    | 77         |
| Tipton                  | city    | 3262       |
| Town and Country        | city    | 10815      |
| Tracy                   | city    | 208        |
| Trenton                 | city    | 6001       |
| Trimble                 | city    | 646        |
| Triplett                | city    | 41         |
| Troy                    | city    | 10540      |
| Truesdale               | city    | 732        |
| Truxton                 | village | 91         |
| Turney                  | village | 148        |
| Tuscumbia               | town    | 203        |
| Twin Oaks               | village | 392        |
| Umber View Heights      | village | 48         |
| Union                   | city    | 10204      |
| Union Star              | town    | 437        |
| Unionville              | city    | 1865       |
| Unity Village           | village | 99         |
| University City         | city    | 35371      |
| Uplands Park            | village | 445        |
| Urbana                  | city    | 417        |
| Urich                   | city    | 505        |
| Utica                   | village | 269        |
| Valley Park             | city    | 6942       |
| Van Buren               | town    | 819        |
| Vandalia                | city    | 3899       |
| Vandiver                | village | 71         |
| Vanduser                | village | 267        |
| Velda City              | city    | 1420       |
| Velda Village Hills     | village | 1055       |
| Verona                  | town    | 619        |
| Versailles              | city    | 2482       |
| Viburnum                | city    | 693        |
| Vienna                  | city    | 610        |
| Village of Four Seasons | village | 2217       |
| Vinita Park             | city    | 1880       |
| Vinita Terrace          | village | 277        |
| Vista                   | village | 54         |
| Waco                    | city    | 87         |
| Walker                  | city    | 270        |
| Walnut Grove            | city    | 665        |
| Wardell                 | town    | 427        |
| Wardsville              | village | 1506       |
| Warrensburg             | city    | 18838      |
| Warrenton               | city    | 7880       |
| Warsaw                  | city    | 2127       |
| Warson Woods            | city    | 1962       |
| Washburn                | city    | 435        |
| Washington              | city    | 13982      |
| Watson                  | village | 100        |
| Waverly                 | city    | 849        |
| Wayland                 | city    | 533        |
| Waynesville             | city    | 4830       |
| Weatherby               | town    | 107        |
| Weatherby Lake          | city    | 1723       |
| Weaubleau               | city    | 418        |
| Webb City               | city    | 10996      |
| Webster Groves          | city    | 22995      |
| Weldon Spring           | city    | 5443       |
| Weldon Spring Heights   | town    | 91         |
| Wellington              | city    | 812        |
| Wellston                | city    | 2313       |
| Wellsville              | city    | 1217       |
| Wentworth               | village | 147        |
| Wentzville              | city    | 29070      |
| West Alton              | city    | 522        |
| Westboro                | city    | 141        |
| West Line               | village | 97         |
| Weston                  | city    | 1641       |
| Westphalia              | city    | 389        |
| West Plains             | city    | 11986      |
| West Sullivan           | town    | 119        |
| Westwood                | village | 278        |
| Wheatland               | city    | 371        |
| Wheaton                 | city    | 696        |
| Wheeling                | city    | 271        |
| Whiteside               | village | 75         |
| Whitewater              | town    | 125        |
| Wilbur Park             | village | 471        |
| Wildwood                | city    | 35517      |
| Willard                 | city    | 5288       |
| Williamsville           | city    | 342        |
| Willow Springs          | city    | 2184       |
| Wilson City             | village | 115        |
| Winchester              | city    | 1547       |
| Windsor                 | city    | 2901       |
| Windsor Place           | village | 309        |
| Winfield                | city    | 1404       |
| Winona                  | city    | 1335       |
| Winston                 | village | 259        |
| Wood Heights            | city    | 717        |
| Woodson Terrace         | city    | 4063       |
| Wooldridge              | village | 61         |
| Worth                   | village | 63         |
| Worthington             | village | 81         |
| Wright City             | city    | 3119       |
| Wyaconda                | city    | 227        |
| Wyatt                   | city    | 319        |
| Zalma                   | village | 122        |